# Mark R. Showalter

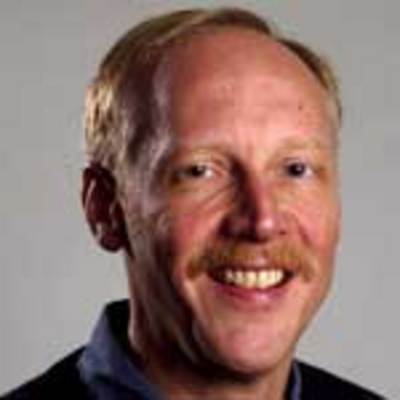
Mark R. Showalter

Mark Robert Showalter (* 5. Dezember 1957 in Abington, Pennsylvania) ist ein US-amerikanischer Astronom.
Als Senior Research Scientist am SETI-Institut ist er der Entdecker von sechs Satelliten und drei Planetenringen. Mark Robert Showalter ist einer der Hauptforscher des Planetendatensystems Rings Node, ein Mitforscher der Cassini-Huygens zum Saturn, und er arbeitete eng mit den Entwicklern der New-Horizons-Mission zusammen.

## Biografie
Bereits als Kind spielte Showalter gerne mit Spielzeugen, die mit Naturwissenschaften zu tun hatten, und mähte später als Teenager Rasen, um sich in der Highschool ein Teleskop zu kaufen. 1979 erhielt er den Bachelor of Arts in Physik und Mathematik am Oberlin College. Nach seiner Grundausbildung war er zunächst unentschlossen, eine Karriere in der Astronomie anzustreben, entschied sich aber dafür, nachdem er die Bilder von Jupiter gesehen hatte, die von Voyager 2 auf die Erde zurückgeschickt wurden.
Showalter erhielt 1982 seinen Master of Science und 1985 seinen PhD in Astronomy an der Cornell University. Seine Doktorarbeit befasste sich mit Jupiters Ringsystem, außerdem entdeckte er einen der hauchdünnen Ringe von Jupiter.
1990 entdeckte Showalter anhand von zehn Jahre alten Voyager-Daten den achtzehnten und innersten Mond des Saturns.
Im Jahr 2003 entdeckten Showalter und Jack J. Lissauer zwei neue Uranus-Monde (Mab und Cupid) in Bildern des Hubble-Weltraumteleskops. Im Jahr 2006 kündigten sie die Entdeckung von zwei sehr schwachen Uranusringen, den μ- und ν-Ringen, an.
2010 entdeckte Showalter, dass spiralförmige vertikale Wellen in Jupiters Ringen durch den Aufprall des Kometen Shoemaker-Levy 9 im Juli 1994 verursacht wurden. Eine zweite kleinere Gruppe von Wellen scheint mit einem unbekannten Aufprall Anfang 1990 in Einklang zu stehen. Showalter fand auch ähnliche Spiralmuster im Saturn-D-Ring.
Showalter hat das New Horizons-Team bei der Bestimmung der Gefahren unterstützt, denen das Raumschiff bei seinem Flug in der Nähe von Pluto ausgesetzt sein würde. Eine Suche nach schwachen Staubringen von Pluto mit dem Hubble-Weltraumteleskop im Jahr 2011 führte zur Entdeckung des vierten Mondes Kerberos. In Zusammenarbeit mit dem New Horizons Team fand Showalter im Juli 2012 den fünften Mond Styx.
Am 15. Juli 2013 entdeckte ein Team von Astronomen unter der Leitung von Showalter einen bislang unbekannten vierzehnten Mond auf verschiedenen Bildern, die von 2004 bis 2009 vom Hubble-Weltraumteleskop aufgenommen wurden.
Der Asteroid (18499) Showalter ist nach Showalter benannt.

## Persönliches Leben
Showalter ist ein Taucher und Fotograf. Er ist mit Frank Yellin verheiratet, zusammen wohnen sie in Kalifornien.